# Камберленд (Вірджинія)
Камберленд (англ. Cumberland) — переписна місцевість (CDP) в США, в окрузі Камберленд штату Вірджинія. Населення — 365 осіб (2020).

## Географія
Камберленд розташований за координатами 37°29′35″ пн. ш. 78°15′7″ зх. д. / 37.49306° пн. ш. 78.25194° зх. д. (37.492940, -78.251812).  За даними Бюро перепису населення США в 2010 році переписна місцевість мала площу 10,84 км², з яких 10,79 км² — суходіл та 0,06 км² — водойми.

## Демографія
Згідно з переписом 2010 року, у переписній місцевості мешкали 393 особи в 150 домогосподарствах у складі 108 родин. Густота населення становила 36 осіб/км².  Було 178 помешкань (16/км²).
Расовий склад населення:
| - 52,9 % — білих - 42,5 % — чорних або афроамериканців - 0,8 % — корінних американців - 0,3 % — азіатів - 1,0 % — осіб інших рас |

До двох чи більше рас належало 2,5 %. Частка іспаномовних становила 2,5 % від усіх жителів.
За віковим діапазоном населення розподілялося таким чином: 18,6 % — особи молодші 18 років, 61,3 % — особи у віці 18—64 років, 20,1 % — особи у віці 65 років та старші. Медіана віку мешканця становила 44,9 року. На 100 осіб жіночої статі у переписній місцевості припадало 91,7 чоловіків;  на 100 жінок у віці від 18 років та старших — 82,9 чоловіків також старших 18 років.
Медіана доходів становила 35 625 доларів для чоловіків та 63 594 долари для жінок. За межею бідності перебувало 44,4 % осіб, у тому числі 100,0 % дітей у віці до 18 років та 34,8 % осіб у віці 65 років та старших.
Цивільне працевлаштоване населення становило 70 осіб. Основні галузі зайнятості: фінанси, страхування та нерухомість — 34,3 %, роздрібна торгівля — 32,9 %, освіта, охорона здоров'я та соціальна допомога — 14,3 %, науковці, спеціалісти, менеджери — 8,6 %.